# 静岭站
静岭站是位于内蒙古自治区根河市静岭村的一个铁路车站，邮政编码22359。车站建于1959年，有牙林铁路经过该站，现仅办理客运，不办理货运业务。车站距离牙克石300公里，隶属哈尔滨铁路局，是五等站。